# رودي سيمون
رودي سيمون هو منافس ألعاب قوى بلجيكي، ولد في 23 مارس 1945.

## وصلات خارجية
- رودي سيمون على موقع أوليمبيديا (الإنجليزية)